# Acropolitis malacodes
Acropolitis malacodes es una especie de polilla del género Acropolitis, tribu Archipini, subfamilia Tortricinae.

## Distribución
Se distribuye por Australia Occidental.

## Taxonomía
Fue descrita por Meyrick en 1910 y publicada en Proceedings of the Linnean Society of New South Wales 35: 173.